# Brani musicali di Enzo Draghi
I brani musicali di Enzo Draghi comprendono le produzioni di musica leggera e delle sigle televisive e dei cartoni animati.
Sono qui elencati anche i brani prodotti per altri artisti e i vari jingle pubblicitari. Data la vastità dei brani prodotti, sono qui elencati solo quelli di cui si possono trovare riscontri più sicuri.

## Canzoni come interprete
| Anno | Titolo                                                  | Durata | Testo                                       | Musica | Pubblicazione                            | Edizioni musicali            | Note |
| ---- | ------------------------------------------------------- | ------ | ------------------------------------------- | --- | ---------------------------------------- | ---------------------------- | --- |
| 1985 | Baby I Love You                                         | 2:35   | Alessandra Valeri Manera, Joe Hisaishi      | Joe Hisaishi | Kiss Me Licia e i Bee Hive               | RTI S.p.A.                   | Tratto dalla colonna sonora di Kiss Me Licia |
| 1985 | Fire                                                    | 4:25   | Alessandra Valeri Manera, Yukihide Takekawa | Kounosuke Fuji Arrangiamento: Joe Hisaishi                                                                          | Kiss Me Licia e i Bee Hive               | RTI S.p.A.                   | Tratto dalla colonna sonora di Kiss Me Licia |
| 1985 | Freeway                                                 | 3:22   | Alessandra Valeri Manera, Yuuchiro Oda      | Kounosuke Fuji Arrangiamento: Joe Hisaishi                                                                          | Kiss Me Licia e i Bee Hive               | RTI S.p.A.                   | Tratto dalla colonna sonora di Kiss Me Licia |
| 1985 | Lonely Boy                                              | 4:00   | Alessandra Valeri Manera, Yasuhiro Kumagaya | Kazunori Sonobe | Kiss Me Licia e i Bee Hive               | RTI S.p.A.                   | Tratto dalla colonna sonora di Kiss Me Licia |
| 1986 | Baciami Kiss me with Love                               | 2:54   | Alessandra Valeri Manera                    | Giordano Bruno Martelli                                                                                             | Love Me Licia e i Bee Hive               | RTI S.p.A.                   | Tratto dalla colonna sonora di Love Me Licia |
| 1986 | Broken Heart                                            | 3:00   | Alessandra Valeri Manera                    | Giordano Bruno Martelli                                                                                             | Love Me Licia e i Bee Hive               | RTI S.p.A.                   | Tratto dalla colonna sonora di Love Me Licia |
| 1986 | I Need Your Love                                        | 3:18   | Alessandra Valeri Manera                    | Giordano Bruno Martelli                                                                                             | Love Me Licia e i Bee Hive               | RTI S.p.A.                   | Tratto dalla colonna sonora di Love Me Licia |
| 1986 | Love me sempre più                                      | 3:26   | Alessandra Valeri Manera                    | Giordano Bruno Martelli                                                                                             | Love Me Licia e i Bee Hive               | RTI S.p.A.                   | Tratto dalla colonna sonora di Love Me Licia |
| 1986 | Lovely Smile                                            | 3:01   | Alessandra Valeri Manera                    | Giordano Bruno Martelli                                                                                             | Love Me Licia e i Bee Hive               | RTI S.p.A.                   | Tratto dalla colonna sonora di Love Me Licia |
| 1986 | Nel grande cielo blu                                    | 3:10   | Alessandra Valeri Manera                    | Giordano Bruno Martelli                                                                                             | Love Me Licia e i Bee Hive               | RTI S.p.A.                   | Tratto dalla colonna sonora di Love Me Licia |
| 1987 | Cosa c'è baby?                                          | 3:18   | Alessandra Valeri Manera                    | Carmelo Carucci | Licia dolce Licia e i Bee Hive           | RTI S.p.A.                   | Tratto dalla colonna sonora di Licia dolce Licia |
| 1987 | I Love you, You Love me                                 | 2:56   | Alessandra Valeri Manera                    | Carmelo Carucci | Licia dolce Licia e i Bee Hive           | RTI S.p.A.                   | Tratto dalla colonna sonora di Licia dolce Licia |
| 1987 | La poesia sei tu                                        | 3:45   | Alessandra Valeri Manera                    | Carmelo Carucci | Teneramente Licia e i Bee Hive           | RTI S.p.A.                   | - In duetto con Cristina D'Avena - Tratto dalla colonna sonora di Licia dolce Licia                                                                      |
| 1987 | Love I Need you, Love I Want you                        | 2:59   | Alessandra Valeri Manera                    | Carmelo Carucci | Licia dolce Licia e i Bee Hive           | RTI S.p.A.                   | Tratto dalla colonna sonora di Licia dolce Licia |
| 1987 | Love you are my Love                                    | 2:32   | Alessandra Valeri Manera                    | Carmelo Carucci | Teneramente Licia e i Bee Hive           | RTI S.p.A.                   | Tratto dalla colonna sonora di Teneramente Licia |
| 1987 | Lupin, l'incorreggibile Lupin                           | 3:20   | Alessandra Valeri Manera                    | Carmelo Carucci | Cristina D'Avena e i tuoi amici in TV 2  | RTI S.p.A.                   | Sigla della serie animata Lupin, l'incorreggibile Lupin e delle repliche delle serie animate Le avventure di Lupin III e Le nuove avventure di Lupin III |
| 1987 | Mio dolce amore                                         | 3:19   | Alessandra Valeri Manera                    | Carmelo Carucci | Licia dolce Licia e i Bee Hive           | RTI S.p.A.                   | Tratto dalla colonna sonora di Licia Dolce Licia |
| 1987 | Nel tuo sorriso                                         | 2:36   | Alessandra Valeri Manera                    | Carmelo Carucci | Teneramente Licia e i Bee Hive           | RTI S.p.A.                   | Tratto dalla colonna sonora di Teneramente Licia |
| 1987 | Noi, insieme noi                                        | 2:45   | Alessandra Valeri Manera                    | Carmelo Carucci | Licia dolce Licia e i Bee Hive           | RTI S.p.A.                   | Tratto dalla colonna sonora di Licia Dolce Licia |
| 1987 | Oh Happy Happiness                                      | 2:57   | Alessandra Valeri Manera                    | Carmelo Carucci | Licia dolce Licia e i Bee Hive           | RTI S.p.A.                   | Tratto dalla colonna sonora di Licia Dolce Licia |
| 1987 | Ritorna qui da me                                       | 2:42   | Alessandra Valeri Manera                    | Carmelo Carucci | Licia dolce Licia e i Bee Hive           | RTI S.p.A.                   | Tratto dalla colonna sonora di Licia Dolce Licia |
| 1987 | Scende la sera                                          | 3:17   | Alessandra Valeri Manera                    | Carmelo Carucci | Teneramente Licia e i Bee Hive           | RTI S.p.A.                   | Tratto dalla colonna sonora di Teneramente Licia |
| 1987 | Se penso a te                                           | 2:36   | Alessandra Valeri Manera                    | Carmelo Carucci | Teneramente Licia e i Bee Hive           | RTI S.p.A.                   | - In duetto con Cristina D'Avena - Tratto dalla colonna sonora di Teneramente Licia                                                                      |
| 1987 | Semplice, semplice                                      | 3:00   | Alessandra Valeri Manera                    | Carmelo Carucci | Licia dolce Licia e i Bee Hive           | RTI S.p.A.                   | Tratto dalla colonna sonora di Licia Dolce Licia |
| 1987 | Senza di te                                             | 2:37   | Alessandra Valeri Manera                    | Carmelo Carucci | Licia dolce Licia e i Bee Hive           | RTI S.p.A.                   | Tratto dalla colonna sonora di Licia Dolce Licia |
| 1987 | Solo sono io                                            | 3:03   | Alessandra Valeri Manera                    | Carmelo Carucci | Teneramente Licia e i Bee Hive           | RTI S.p.A.                   | Tratto dalla colonna sonora di Teneramente Licia |
| 1987 | Tante piccole cose fanno grande l'amore                 | 2:43   | Alessandra Valeri Manera                    | Carmelo Carucci | Teneramente Licia e i Bee Hive           | RTI S.p.A.                   | Tratto dalla colonna sonora di Teneramente Licia |
| 1987 | Un sogno aspetta noi                                    | 2:55   | Alessandra Valeri Manera                    | Carmelo Carucci | Teneramente Licia e i Bee Hive           | RTI S.p.A.                   | - In duetto con Cristina D'Avena - Tratto dalla colonna sonora di Teneramente Licia                                                                      |
| 1988 | Città, città                                            | 3:10   | Alessandra Valeri Manera                    | Carmelo Carucci | Balliamo e cantiamo con Licia            | RTI S.p.A.                   | Tratto dalla colonna sonora di Balliamo e cantiamo con Licia                                                                                             |
| 1988 | Con la primavera nel cuore                              | 3:36   | Alessandra Valeri Manera                    | Carmelo Carucci | Balliamo e cantiamo con Licia            | RTI S.p.A.                   | - In duetto con Cristina D'Avena - Tratto dalla colonna sonora di Balliamo e cantiamo con Licia                                                          |
| 1988 | Day by day                                              | 3:55   | Alessandra Valeri Manera                    | Carmelo Carucci | Arriva Cristina                          | RTI S.p.A.                   | - Partecipazione con Ricky Belloni al brano di Cristina D'Avena - Tratto dalla colonna sonora di Arriva Cristina                                         |
| 1988 | Dolci pensieri d'amore                                  | 3:19   | Alessandra Valeri Manera                    | Carmelo Carucci | Balliamo e cantiamo con Licia            | RTI S.p.A.                   | Tratto dalla colonna sonora di Balliamo e cantiamo con Licia                                                                                             |
| 1988 | Fantasia                                                | 3:16   | Alessandra Valeri Manera                    | Carmelo Carucci | Arriva Cristina                          | RTI S.p.A.                   | - Partecipazione al brano di Cristina D'Avena - Tratto dalla colonna sonora di Arriva Cristina                                                           |
| 1988 | Il silenzio è...                                        | 3:40   | Alessandra Valeri Manera                    | Carmelo Carucci | Balliamo e cantiamo con Licia            | RTI S.p.A.                   | - In duetto con Cristina D'Avena - Tratto dalla colonna sonora di Balliamo e cantiamo con Licia                                                          |
| 1988 | Nasce un sogno                                          | 3:03   | Alessandra Valeri Manera                    | Carmelo Carucci | Arriva Cristina                          | RTI S.p.A.                   | - Partecipazione al brano di Cristina D'Avena - Tratto dalla colonna sonora di Arriva Cristina                                                           |
| 1988 | Pensare e sentire con te                                | 2:38   | Alessandra Valeri Manera                    | Carmelo Carucci | Balliamo e cantiamo con Licia            | RTI S.p.A.                   | - In duetto con Cristina D'Avena - Tratto dalla colonna sonora di Balliamo e cantiamo con Licia                                                          |
| 1988 | Risveglio                                               | 3:10   | Alessandra Valeri Manera                    | Carmelo Carucci | Balliamo e cantiamo con Licia            | RTI S.p.A.                   | Tratto dalla colonna sonora di Balliamo e cantiamo con Licia                                                                                             |
| 1988 | Tornerà l'allegria                                      | 2:54   | Alessandra Valeri Manera                    | Carmelo Carucci | Balliamo e cantiamo con Licia            | RTI S.p.A.                   | Tratto dalla colonna sonora di Balliamo e cantiamo con Licia                                                                                             |
| 1988 | Verità                                                  | 3:10   | Alessandra Valeri Manera                    | Carmelo Carucci | Balliamo e cantiamo con Licia            | RTI S.p.A.                   | Tratto dalla colonna sonora di Balliamo e cantiamo con Licia                                                                                             |
| 1990 | I cinque samurai                                        | 3:29   | Alessandra Valeri Manera                    | Vincenzo Draghi Arrangiamento: Vincenzo Draghi                                                                      | Le mitiche sigle TV                      | RTI S.p.A.                   | Sigla della serie animata omonima |
| 1990 | Una spada per Lady Oscar                                | 3:33   | Alessandra Valeri Manera                    | Carmelo Carucci | Fivelandia 8                             | RTI S.p.A.                   | Sigla dell'anime Lady Oscar |
| 1991 | Bay Side Junction                                       | 3:59   | Kaoru Asaki, Paola Orlandi                  | Kazuya Izumi | Le mitiche sigle TV                      | RTI S.p.A.                   | Tratto dalla colonna sonora di Ciao, Sabrina |
| 1991 | Blue Moon                                               | 4:06   | Kyouko Hoshino, Paola Orlandi               | Kazuya Izumi | Le mitiche sigle TV                      | RTI S.p.A.                   | Tratto dalla colonna sonora di Ciao, Sabrina |
| 1991 | Heartbreak Tonight                                      | 4:16   | Kaoru Asaki, Paola Orlandi                  | Kazuya Izumi | Ciao Sabrina (The Lost Original Tape)    | RTI S.p.A.                   | Tratto dalla colonna sonora di Ciao, Sabrina |
| 1991 | Midnight City                                           | 3:48   | Kyouko Hoshino, Paola Orlandi               | Kazuya Izumi | Ciao Sabrina (The Lost Original Tape)    | RTI S.p.A.                   | Tratto dalla colonna sonora di Ciao, Sabrina |
| 1991 | Rolling Night                                           | 3:28   | Kaoru Asaki, Paola Orlandi                  | Keiji Katayama | Ciao Sabrina (The Lost Original Tape)    | RTI S.p.A.                   | - In duetto con Paola Orlandi - Tratto dalla colonna sonora di Ciao, Sabrina                                                                             |
| 1991 | Warrior                                                 | 3:49   | Kaoru Asaki, Paola Orlandi                  | Keiji Katayama | Ciao Sabrina (The Lost Original Tape)    | RTI S.p.A.                   | Tratto dalla colonna sonora di Ciao, Sabrina |
| 1994 | Il mondo è mio                                          | 3:54   | Tim Rice, Ernesto Brancucci                 | Alan Menken Arrangiamento: Vincenzo Draghi                                                                          | Cristina canta Disney                    | RTI S.p.A.                   | - Cover del brano omonimo - In duetto con Cristina D'Avena                                                                                               |
| 1996 | Lupin, l'incorreggibile Lupin (Remix 1996)              | -      | Alessandra Valeri Manera                    | Carmelo Carucci Arrangiamenti: Giovanni Bianchi, Franco Vavassori, Silvano Ghioldo                                  | Dance                                    | Euroline Music per RTI S.p.A | — |
| 1997 | Beetleborgs: quando si scatena il vento dell'avventura  | 3:39   | Alessandra Valeri Manera                    | Silvio Amato | Fivelandia 15                            | RTI S.p.A.                   | Sigla della serie animata omonima |
| 1997 | Re Artù King Arthur                                     | 3:16   | Alessandra Valeri Manera                    | Silvio Amato | Cristina D'Avena e i tuoi amici in TV 11 | RTI S.p.A.                   | Sigla della serie animata La spada di King Arthur |
| 1997 | Rombi di tuono e cieli di fuoco per i Biocombat         | 3:10   | Alessandra Valeri Manera                    | Silvio Amato | Cristina D'Avena e i tuoi amici in TV 11 | RTI S.p.A.                   | Sigla della serie animata omonima |
| 1997 | Street Sharks: quattro pinne all'orizzonte              | 3:40   | Alessandra Valeri Manera                    | Silvio Amato | Cristina D'Avena e i tuoi amici in TV 10 | RTI S.p.A.                   | Sigla della serie animata omonima |
| 1997 | Sulle ali dei Dragon Flyz                               | 3:37   | Alessandra Valeri Manera                    | Silvio Amato | Fivelandia 15                            | RTI S.p.A.                   | Sigla della serie animata omonima |
| 1997 | Ultraforce                                              | 3:13   | Alessandra Valeri Manera                    | Vincenzo Draghi Arrangiamento: Vincenzo Draghi                                                                      | Le mitiche sigle TV                      | RTI S.p.A.                   | Sigla della serie animata omonima |
| 1997 | Una giungla di stelle per capitan Simian                | 3:38   | Alessandra Valeri Manera                    | Vincenzo Draghi Arrangiamento: Vincenzo Draghi                                                                      | Cristina D'Avena e i tuoi amici in TV 11 | RTI S.p.A.                   | Sigla della serie animata omonima |
| 1998 | Batman, cavaliere della notte                           | 3:08   | Alessandra Valeri Manera                    | Silvio Amato | Fivelandia 16                            | RTI S.p.A.                   | Sigla della serie animata omonima |
| 1998 | Evviva Zorro                                            | 3:55   | Alessandra Valeri Manera                    | Gianfranco Fasano                                                                                                   | Fivelandia 16                            | RTI S.p.A.                   | Sigla della serie animata omonima |
| 1998 | Extreme Dinosaurs: quattro dinosauri scatenati          | 3:50   | Alessandra Valeri Manera                    | Vincenzo Draghi Arrangiamento: Vincenzo Draghi                                                                      | Fivelandia 16                            | RTI S.p.A.                   | Sigla della serie animata omonima |
| 1998 | Ivanhoe                                                 | 3:46   | Alessandra Valeri Manera                    | Gianfranco Fasano                                                                                                   | Cristina D'Avena e i tuoi amici in TV 11 | RTI S.p.A.                   | Sigla della serie animata omonima |
| 1998 | Mummies alive: quattro mummie in metropolitana          | 3:00   | Alessandra Valeri Manera                    | Silvio Amato | Cristina D'Avena e i tuoi amici in TV 11 | RTI S.p.A.                   | Sigla della serie animata omonima |
| 1998 | Sky Surfer: le cinque stelle della galassia             | 3:54   | Alessandra Valeri Manera                    | Silvio Amato | Le mitiche sigle TV                      | RTI S.p.A.                   | Sigla della serie animata omonima |
| 1998 | Tartarughe Ninja: l'avventura continua                  | 3:18   | Alessandra Valeri Manera                    | Silvio Amato | Fivelandia 16                            | RTI S.p.A.                   | Sigla della serie televisiva omonima |
| 1998 | Video Power                                             | 3:33   | Alessandra Valeri Manera                    | Silvio Amato | Le mitiche sigle TV                      | RTI S.p.A.                   | Sigla della serie animata omonima |
| 1999 | A Paola                                                 | —      | Nicola Bartolini Carrassi                   | — | —                                        | —                            | - In duetto con Manuel De Peppe - Canzone dedicata a Paola Tovaglia                                                                                      |
| 1999 | Batman, cavaliere della notte (Remix)                   | -      | Alessandra Valeri Manera                    | Silvio Amato Remix: Morris Capaldi                                                                                  | Dragon Ball Dance Compilation            | RTI S.p.A.                   | — |
| 1999 | Evviva Zorro (Remix)                                    | -      | Alessandra Valeri Manera                    | Gianfranco Fasano Remix: Morris Capaldi                                                                             | Dragon Ball Dance Compilation            | RTI S.p.A.                   | — |
| 1999 | Lupin, l'incorreggibile Lupin (Remix 1999)              | -      | Alessandra Valeri Manera                    | Carmelo Carucci Remix: Morris Capaldi                                                                               | Dragon Ball Dance Compilation            | RTI S.p.A.                   | — |
| 1999 | Rombi di tuono e cieli di fuoco per i Biocombat (Remix) | -      | Alessandra Valeri Manera                    | Silvio Amato Remix: Charlie Marchino                                                                                | Dragon Ball Dance Compilation            | RTI S.p.A.                   | — |
| 1999 | Street Sharks: quattro pinne all'orizzonte (Remix)      | 3:52   | Alessandra Valeri Manera                    | Silvio Amato Remix: Charlie Marchino                                                                                | Dragon Ball Dance Compilation            | RTI S.p.A.                   | — |
| 2006 | Arriva Robocop                                          | 4:14   |                                             | Vincenzo Draghi Arrangiamento: Vincenzo Draghi                                                                      | Le mitiche sigle TV                      | Produzione artistica         | — |
| 2017 | Alza gli occhi e vai                                    | 3:32   |                                             | Andrea Lo Vecchio, Renzo Talamoni, Ninni Carucci, Gaetano La Candia, Riccardo Lasero, Franco Fasano, Alessio Saglia | Alza gli occhi e vai                     | —                            | Cantata con Piero Cassano, Franco Fasano, Cristina D'Avena, Ninni Carucci, Paolo Picutti, Clara Serina, Giorgio Vanni, Paolo Tuci, Pietro Ubaldi         |
| 2017 | Capitan Dick                                            | 3:16   | Alessandra Valeri Manera                    | Vincenzo Draghi Arrangiamento: Vincenzo Draghi                                                                      | Le mitiche sigle TV                      | RTI S.p.A.                   | Cover del brano originale |
| 2017 | Cuore                                                   | 3:43   | Alessandra Valeri Manera                    | Vincenzo Draghi Arrangiamento: Vincenzo Draghi                                                                      | Le mitiche sigle TV                      | RTI S.p.A.                   | Cover del brano originale |
| 2017 | Oh luna amica mia                                       | 3:45   | Alessandra Valeri Manera                    | Vincenzo Draghi Arrangiamento: Vincenzo Draghi                                                                      | Le mitiche sigle TV                      | RTI S.p.A.                   | Cover del brano originale |
| 2017 | Petali di stelle e luna                                 | 3:57   | Nicola Bartolini Carrassi                   | Masaki Araki | The Golden Age #Chicche                  | —                            | Cover del brano originale |
| 2017 | Tartarughe Ninja alla riscossa                          | 3:49   | Alessandra Valeri Manera                    | Vincenzo Draghi Arrangiamento: Vincenzo Draghi                                                                      | Le mitiche sigle TV                      | RTI S.p.A.                   | Cover del brano originale |
| 2017 | Tra terra e cielo                                       | 4:47   | Nicola Bartolini Carrassi                   | Kisaburou Suzuki | The Golden Age #Chicche                  | —                            | Con Francesco Faggi |
| 2017 | Tutti in campo con Lotti                                | 2:58   | Alessandra Valeri Manera                    | Vincenzo Draghi Arrangiamento: Vincenzo Draghi                                                                      | Le mitiche sigle TV                      | RTI S.p.A.                   | Cover del brano originale |
| 2018 | La mia Margot                                           | 3:59   |                                             | Mariagrazia Cucchi e Veronica Niccolai Arrangiamento: Eros Cristiani                                                | A spasso tra le note del tempo           | —                            | — |
| 2018 | Lady Lovely (Acoustic Version)                          | —      | Alessandra Valeri Manera                    | Vincenzo Draghi Arrangiamento: Vincenzo Draghi                                                                      | A spasso tra le note del tempo           | —                            | Reinterpretazione del brano presentata su RadioAnimati                                                                                                   |
| 2018 | L'isola della piccola Flo (Acoustic Slow Version)       | —      | Alessandra Valeri Manera                    | Vincenzo Draghi Arrangiamento: Vincenzo Draghi                                                                      | A spasso tra le note del tempo           | —                            | Reinterpretazione del brano presentata su RadioAnimati                                                                                                   |
| 2018 | Oh Luna amica mia (Acoustic Version)                    | —      | Alessandra Valeri Manera                    | Vincenzo Draghi Arrangiamento: Vincenzo Draghi                                                                      | A spasso tra le note del tempo           | —                            | Reinterpretazione del brano presentata su RadioAnimati                                                                                                   |
| 2018 | Palla al centro per Rudy (Acoustic Version)             | —      | Alessandra Valeri Manera                    | Vincenzo Draghi Arrangiamento: Vincenzo Draghi                                                                      | A spasso tra le note del tempo           | —                            | Reinterpretazione del brano presentata su RadioAnimati                                                                                                   |

## Composizioni
| Anno | Titolo                            | Durata | Musica                                         | Pubblicazione                     | Edizioni musicali        | Note                                          |
| ---- | --------------------------------- | ------ | ---------------------------------------------- | --------------------------------- | ------------------------ | --------------------------------------------- |
| 2009 | Apasionada                        | 4:33   | Vincenzo Draghi Arrangiamento: Vincenzo Draghi | Ritorni                           | Effelle, Primula Records | —                                             |
| 2009 | Express Tango                     | 5:52   | Vincenzo Draghi Arrangiamento: Vincenzo Draghi | Ritorni                           | Effelle, Primula Records | —                                             |
| 2009 | Indifference (Latin Version)      | 5:12   | Tony Murena Arrangiamento: Vincenzo Draghi     | Ritorni                           | Effelle, Primula Records | —                                             |
| 2009 | La bela nueva                     | 4:51   | Vincenzo Draghi Arrangiamento: Vincenzo Draghi | Ritorni                           | Effelle, Primula Records | —                                             |
| 2009 | Masurka d'Ivan                    | 4:03   | Vincenzo Draghi Arrangiamento: Vincenzo Draghi | Ritorni                           | Effelle, Primula Records | —                                             |
| 2009 | Metrò                             | 3:57   | Vincenzo Draghi Arrangiamento: Vincenzo Draghi | Ritorni                           | Effelle, Primula Records | —                                             |
| 2009 | Mistero Latino                    | 4:33   | Vincenzo Draghi Arrangiamento: Vincenzo Draghi | Ritorni                           | Effelle, Primula Records | —                                             |
| 2009 | Promenade                         | 4:00   | Vincenzo Draghi Arrangiamento: Vincenzo Draghi | Ritorni                           | Effelle, Primula Records | —                                             |
| 2009 | Ritorni                           | 3:41   | Vincenzo Draghi Arrangiamento: Vincenzo Draghi | Ritorni                           | Effelle, Primula Records | —                                             |
| 2009 | Senza fine                        | 4:30   | Gino Paoli Arrangiamento: Vincenzo Draghi      | Ritorni                           | Effelle, Primula Records | —                                             |
| 2009 | Tag Swing Blues                   | 4:34   | Vincenzo Draghi Arrangiamento: Vincenzo Draghi | Ritorni                           | Effelle, Primula Records | —                                             |
| 2012 | Amici Puffi                       | 3:12   | Vincenzo Draghi Arrangiamento: Vincenzo Draghi | Karaoke Sigle e Cartoni TV Vol. 2 | DOC                      | Cover della base musicale del brano originale |
| 2012 | A tutto gas                       | 3:24   | Vincenzo Draghi Arrangiamento: Vincenzo Draghi | Karaoke Sigle e Cartoni TV Vol. 1 | DOC                      | Cover della base musicale del brano originale |
| 2012 | Baby I Love You                   | 2:51   | Joe Hisaishi                                   | Karaoke Sigle e Cartoni TV Vol. 1 | DOC                      | Cover della base musicale del brano originale |
| 2012 | Che magnifico campeggio           | 4:11   | Vincenzo Draghi Arrangiamento: Vincenzo Draghi | Karaoke Sigle e Cartoni TV Vol. 2 | DOC                      | Cover della base musicale del brano originale |
| 2012 | Ciao io sono Michael              | 3:30   | Vincenzo Draghi Arrangiamento: Vincenzo Draghi | Karaoke Sigle e Cartoni TV Vol. 2 | DOC                      | Cover della base musicale del brano originale |
| 2012 | Conte Dacula                      | 3:00   | Vincenzo Draghi Arrangiamento: Vincenzo Draghi | Karaoke Sigle e Cartoni TV Vol. 2 | DOC                      | Cover della base musicale del brano originale |
| 2012 | Cuore                             | 3:45   | Vincenzo Draghi Arrangiamento: Vincenzo Draghi | Karaoke Sigle e Cartoni TV Vol. 1 | DOC                      | Cover della base musicale del brano originale |
| 2012 | D'Artacan                         | 3:13   | Vincenzo Draghi Arrangiamento: Vincenzo Draghi | Karaoke Sigle e Cartoni TV Vol. 2 | DOC                      | Cover della base musicale del brano originale |
| 2012 | Fire                              | 4:30   | Kounosuke Fuji Arrangiamento: Joe Hisaishi     | Karaoke Sigle e Cartoni TV Vol. 1 | DOC                      | Cover della base musicale del brano originale |
| 2012 | Freeway                           | 3:25   | Kounosuke Fuji Arrangiamento: Joe Hisaishi     | Karaoke Sigle e Cartoni TV Vol. 1 | DOC                      | Cover della base musicale del brano originale |
| 2012 | Gattiger                          | 3:13   | Vincenzo Draghi Arrangiamento: Vincenzo Draghi | Karaoke Sigle e Cartoni TV Vol. 1 | DOC                      | Cover della base musicale del brano originale |
| 2012 | Grande piccolo Magoo              | 3:19   | Vincenzo Draghi Arrangiamento: Vincenzo Draghi | Karaoke Sigle e Cartoni TV Vol. 2 | DOC                      | Cover della base musicale del brano originale |
| 2012 | I 5 samurai                       | 3:28   | Vincenzo Draghi Arrangiamento: Vincenzo Draghi | Karaoke Sigle e Cartoni TV Vol. 1 | DOC                      | Cover della base musicale del brano originale |
| 2012 | I Puffi sanno                     | 2:57   | Vincenzo Draghi Arrangiamento: Vincenzo Draghi | Karaoke Sigle e Cartoni TV Vol. 1 | DOC                      | Cover della base musicale del brano originale |
| 2012 | Jenny Jenny                       | 3:28   | Vincenzo Draghi Arrangiamento: Vincenzo Draghi | Karaoke Sigle e Cartoni TV Vol. 2 | DOC                      | Cover della base musicale del brano originale |
| 2012 | Juny peperina inventatutto        | 3:12   | Vincenzo Draghi Arrangiamento: Vincenzo Draghi | Karaoke Sigle e Cartoni TV Vol. 1 | DOC                      | Cover della base musicale del brano originale |
| 2012 | Lady Lovely                       | 2:56   | Vincenzo Draghi Arrangiamento: Vincenzo Draghi | Karaoke Sigle e Cartoni TV Vol. 1 | DOC                      | Cover della base musicale del brano originale |
| 2012 | L'isola della piccola Flo         | 3:56   | Vincenzo Draghi Arrangiamento: Vincenzo Draghi | Karaoke Sigle e Cartoni TV Vol. 2 | DOC                      | Cover della base musicale del brano originale |
| 2012 | Lonely Boy                        | 4:06   | Vincenzo Draghi Arrangiamento: Vincenzo Draghi | Karaoke Sigle e Cartoni TV Vol. 1 | DOC                      | Cover della base musicale del brano originale |
| 2012 | Martina                           | 3:26   | Vincenzo Draghi Arrangiamento: Vincenzo Draghi | Karaoke Sigle e Cartoni TV Vol. 2 | DOC                      | Cover della base musicale del brano originale |
| 2012 | Mio Dolce amore                   | 3:25   | Vincenzo Draghi Arrangiamento: Vincenzo Draghi | Karaoke Sigle e Cartoni TV Vol. 1 | DOC                      | Cover della base musicale del brano originale |
| 2012 | Moominland                        | 4:07   | Vincenzo Draghi Arrangiamento: Vincenzo Draghi | Karaoke Sigle e Cartoni TV Vol. 2 | DOC                      | Cover della base musicale del brano originale |
| 2012 | Motori in pista                   | 3:15   | Vincenzo Draghi Arrangiamento: Vincenzo Draghi | Karaoke Sigle e Cartoni TV Vol. 1 | DOC                      | Cover della base musicale del brano originale |
| 2012 | Palla al centro per Rudy          | 3:26   | Vincenzo Draghi Arrangiamento: Vincenzo Draghi | Karaoke Sigle e Cartoni TV Vol. 2 | DOC                      | Cover della base musicale del brano originale |
| 2012 | Pippo e Menelao                   | 3:44   | Vincenzo Draghi Arrangiamento: Vincenzo Draghi | Karaoke Sigle e Cartoni TV Vol. 2 | DOC                      | Cover della base musicale del brano originale |
| 2012 | Sceriffi delle stelle             | 3:01   | Vincenzo Draghi Arrangiamento: Vincenzo Draghi | Karaoke Sigle e Cartoni TV Vol. 1 | DOC                      | Cover della base musicale del brano originale |
| 2012 | Tanto tempo fa                    | 3:43   | Vincenzo Draghi Arrangiamento: Vincenzo Draghi | Karaoke Sigle e Cartoni TV Vol. 2 | DOC                      | Cover della base musicale del brano originale |
| 2012 | Tartarughe Ninja alla riscossa    | 3:50   | Vincenzo Draghi Arrangiamento: Vincenzo Draghi | Karaoke Sigle e Cartoni TV Vol. 1 | DOC                      | Cover della base musicale del brano originale |
| 2012 | Teodoro e l'invenzione che non va | 3:10   | Vincenzo Draghi Arrangiamento: Vincenzo Draghi | Karaoke Sigle e Cartoni TV Vol. 2 | DOC                      | Cover della base musicale del brano originale |
| 2012 | Tutti in campo con Lotty          | 2:56   | Vincenzo Draghi Arrangiamento: Vincenzo Draghi | Karaoke Sigle e Cartoni TV Vol. 1 | DOC                      | Cover della base musicale del brano originale |
| 2012 | Una scuola per cambiare           | 3:33   | Vincenzo Draghi Arrangiamento: Vincenzo Draghi | Karaoke Sigle e Cartoni TV Vol. 2 | DOC                      | Cover della base musicale del brano originale |
| 2012 | Un videogioco per Kevin           | 3:08   | Vincenzo Draghi Arrangiamento: Vincenzo Draghi | Karaoke Sigle e Cartoni TV Vol. 2 | DOC                      | Cover della base musicale del brano originale |

## Sigle e canzoni interpretate da altri

### Cristina D'Avena

#### Sigle
| Anno | Titolo                                                 | Durata | Testo                    | Musica                                               | Pubblicazione                                                    | Edizioni musicali                        | Note                                                                   |
| ---- | ------------------------------------------------------ | ------ | ------------------------ | ---------------------------------------------------- | ---------------------------------------------------------------- | ---------------------------------------- | ---------------------------------------------------------------------- |
| 1987 | Gli amici cercafamiglia                                | 3:23   | Alessandra Valeri Manera | Vincenzo Draghi Arrangiamento: Vincenzo Draghi       | Fivelandia 5                                                     | Five Record                              | Sigla della serie animata omonima                                      |
| 1987 | Juny peperina inventatutto                             | 3:10   | Alessandra Valeri Manera | Vincenzo Draghi Arrangiamento: Vincenzo Draghi       | Fivelandia 5                                                     | Five Record                              | Sigla della serie animata omonima                                      |
| 1987 | Lady Lovely                                            | 2:56   | Alessandra Valeri Manera | Vincenzo Draghi Arrangiamento: Vincenzo Draghi       | Cristina D'Avena e i tuoi amici in TV 2                          | Five Record                              | Sigla della serie animata omonima                                      |
| 1987 | Una sirenetta fra noi                                  | 3:09   | Alessandra Valeri Manera | Vincenzo Draghi Arrangiamento: Vincenzo Draghi       | Fivelandia 6 - Le più belle sigle originali dei tuoi amici in TV | Five Record                              | Sigla della serie animata Una sirenetta tra noi                        |
| 1988 | Palla al centro per Rudy                               | 3:24   | Alessandra Valeri Manera | Vincenzo Draghi Arrangiamento: Vincenzo Draghi       | Fivelandia 6 – Le più belle sigle originali dei tuoi amici in TV | Five Record                              | Sigla della serie animata omonima                                      |
| 1988 | Puffi qua e là                                         | 3:12   | Alessandra Valeri Manera | Vincenzo Draghi Arrangiamento: Vincenzo Draghi       | Fivelandia 6 – Le più belle sigle originali dei tuoi amici in TV | Five Record                              | Sigla della serie animata I Puffi                                      |
| 1989 | Ciao, io sono Michael                                  | 3:28   | Alessandra Valeri Manera | Vincenzo Draghi Arrangiamento: Vincenzo Draghi       | Fivelandia 7                                                     | Five Record                              | Sigla della serie animata omonima                                      |
| 1989 | Conte Dacula                                           | 3:08   | Alessandra Valeri Manera | Vincenzo Draghi Arrangiamento: Vincenzo Draghi       | Fivelandia 7                                                     | Five Record                              | Sigla della serie animata omonima                                      |
| 1989 | I Puffi sanno                                          | 2:55   | Alessandra Valeri Manera | Vincenzo Draghi Arrangiamento: Vincenzo Draghi       | Fivelandia 7                                                     | Five Record                              | Sigla della serie animata I Puffi                                      |
| 1989 | Teodoro e l'invenzione che non va                      | 3:08   | Alessandra Valeri Manera | Vincenzo Draghi Arrangiamento: Vincenzo Draghi       | Fivelandia 7                                                     | Five Record                              | Sigla della serie animata omonima                                      |
| 1990 | Amici Puffi                                            | 3:10   | Alessandra Valeri Manera | Vincenzo Draghi Arrangiamento: Vincenzo Draghi       | Fivelandia 8                                                     | Five Record                              | Sigla della serie animata I Puffi                                      |
| 1990 | Grande, piccolo Magoo                                  | 3:17   | Alessandra Valeri Manera | Vincenzo Draghi Arrangiamento: Vincenzo Draghi       | Fivelandia 8                                                     | Five Record                              | Sigla della serie animata omonima                                      |
| 1990 | Jenny Jenny                                            | 3:26   | Alessandra Valeri Manera | Vincenzo Draghi Arrangiamento: Vincenzo Draghi       | Fivelandia 8                                                     | Five Record                              | Sigla della serie animata Jenny la tennista                            |
| 1991 | D'Artacan                                              | 3:12   | Alessandra Valeri Manera | Vincenzo Draghi Arrangiamento: Vincenzo Draghi       | Fivelandia 9 - Le più belle sigle originali dei tuoi amici in TV | Five Record                              | Sigla della serie animata D'Artacan e i tre moschettieri               |
| 1991 | Pippo e Menelao                                        | 3:44   | Alessandra Valeri Manera | Vincenzo Draghi Arrangiamento: Vincenzo Draghi       | Cristina D'Avena e i tuoi amici in TV 5                          | Five Record                              | Sigla della serie animata omonima                                      |
| 1993 | Moominland, un mondo di serenità                       | 4:02   | Alessandra Valeri Manera | Vincenzo Draghi Arrangiamento: Vincenzo Draghi       | Cristina D'Avena e i tuoi amici in TV 7                          | RTI S.p.A.                               | Sigla della serie animata omonima                                      |
| 1993 | Una scuola per cambiare                                | 3:30   | Alessandra Valeri Manera | Vincenzo Draghi Arrangiamento: Vincenzo Draghi       | Cristina D'Avena e i tuoi amici in TV 7                          | RTI S.p.A.                               | Sigla della serie animata omonima                                      |
| 1994 | L'isola della piccola Flò                              | 3:57   | Alessandra Valeri Manera | Vincenzo Draghi Arrangiamento: Vincenzo Draghi       | Fivelandia 12                                                    | RTI S.p.A.                               | Sigla della serie animata omonima                                      |
| 1994 | Martina e il campanello misterioso                     | 3:25   | Alessandra Valeri Manera | Vincenzo Draghi Arrangiamento: Vincenzo Draghi       | Fivelandia 12                                                    | RTI S.p.A.                               | Sigla della serie animata omonima                                      |
| 1994 | Un videogioco per Kevin                                | 3:07   | Alessandra Valeri Manera | Vincenzo Draghi Arrangiamento: Vincenzo Draghi       | Fivelandia 12                                                    | RTI S.p.A.                               | Sigla della serie animata omonima                                      |
| 1995 | Che magnifico campeggio                                | 4:10   | Alessandra Valeri Manera | Vincenzo Draghi Arrangiamento: Vincenzo Draghi       | Cristina D'Avena e i tuoi amici in TV 9                          | RTI S.p.A.                               | Sigla della serie animata omonima                                      |
| 1995 | Noddy                                                  | 3:24   | Alessandra Valeri Manera | Vincenzo Draghi Arrangiamento: Vincenzo Draghi       | Cristina D'Avena e i tuoi amici in TV 10                         | RTI S.p.A.                               | Sigla della serie animata omonima                                      |
| 1995 | Tante fiabe nel cassetto                               | 3:41   | Alessandra Valeri Manera | Vincenzo Draghi Arrangiamento: Vincenzo Draghi       | 30 e poi... - Parte prima                                        | RTI S.p.A.                               | Sigla della serie animata omonima                                      |
| 1995 | Tanto tempo fa... Gigì                                 | 3:46   | Alessandra Valeri Manera | Vincenzo Draghi Arrangiamento: Vincenzo Draghi       | Cristina D'Avena e i tuoi amici in TV 2004                       | RTI S.p.A.                               | Sigla della serie animata Benvenuta Gigì                               |
| 1996 | I fantastici viaggi di Fiorellino                      | 3:13   | Alessandra Valeri Manera | Vincenzo Draghi Arrangiamento: Vincenzo Draghi       | Fivelandia 14                                                    | RTI S.p.A.                               | Sigla della serie animata omonima                                      |
| 1996 | Mare, sole e... Costa                                  | 3:21   | Alessandra Valeri Manera | Vincenzo Draghi Arrangiamento: Vincenzo Draghi       | 30 e poi... - Parte seconda                                      | RTI S.p.A.                               | Sigla della serie animata omonima                                      |
| 1996 | Pazze risate per mostri e vampiri                      | 3:26   | Alessandra Valeri Manera | Vincenzo Draghi Arrangiamento: Vincenzo Draghi       | Fivelandia 15                                                    | RTI S.p.A.                               | Sigla della serie animata omonima                                      |
| 1996 | Quattro amici per una missione intorno al mondo        | 3:12   | Alessandra Valeri Manera | Vincenzo Draghi Arrangiamento: Vincenzo Draghi       | 40 - Il sogno continua                                           | RTI S.p.A.                               | Sigla della serie animata omonima                                      |
| 1997 | Da ba da ba dì....Casper!                              | 3:44   | Alessandra Valeri Manera | Vincenzo Draghi Arrangiamento: Vincenzo Draghi       | Fivelandia 21                                                    | RTI S.p.A.                               | Sigla della serie animata Le fantasmagoriche nuove avventure di Casper |
| 1997 | Girovagando nel passato                                | 3:46   | Alessandra Valeri Manera | Vincenzo Draghi Arrangiamento: Vincenzo Draghi       | Cristina D'Avena e i tuoi amici in TV 11                         | RTI S.p.A.                               | Sigla della serie animata omonima                                      |
| 1997 | Trucchi, magie e incantesimi per una dolce principessa | 3:44   | Alessandra Valeri Manera | Vincenzo Draghi Arrangiamento: Vincenzo Draghi       | Principi e principesse                                           | RTI S.p.A.                               | Sigla della serie animata omonima                                      |
| 1999 | In che mondo stai Beetle Juice?                        | 3:41   | Alessandra Valeri Manera | Vincenzo Draghi Arrangiamento: Vincenzo Draghi       | Cristina D'Avena e i tuoi amici in TV 12                         | RTI S.p.A.                               | Sigla della serie animata omonima                                      |
| 1999 | Nel tunnel dei misteri con Nancy Drew e gli Hardy Boys | 3:35   | Alessandra Valeri Manera | Vincenzo Draghi Arrangiamento: Vincenzo Draghi       | 30 e poi... - Parte seconda                                      | RTI S.p.A.                               | Sigla della serie animata omonima                                      |
| 1999 | Occhio ai fantasmi                                     | 3:31   | Alessandra Valeri Manera | Vincenzo Draghi Arrangiamento: Vincenzo Draghi       | Fivelandia 1999                                                  | RTI S.p.A.                               | Sigla della serie animata omonima                                      |
| 1999 | Un vagone di desideri e un'ondata di guai per Nick     | 4:01   | Alessandra Valeri Manera | Vincenzo Draghi Arrangiamento: Vincenzo Draghi       | 30 e poi... - Parte prima                                        | RTI S.p.A.                               | Sigla della serie animata omonima                                      |
| 2000 | Si salvi chi può! Arriva Dennis                        | 3:45   | Alessandra Valeri Manera | Vincenzo Draghi Arrangiamento: Vincenzo Draghi       | Fivelandia 18                                                    | RTI S.p.A.                               | Sigla della serie animata omonima                                      |
| 2017 | I Puffi sanno                                          | 3:08   | Alessandra Valeri Manera | Vincenzo Draghi Arrangiamento: Valeriano Chiaravalle | Duets –Tutti cantano Cristina                                    | Crioma S.r.l./Warner Music Italia S.r.l. | - Reinterpretazione del brano originale - Featuring Michele Bravi      |

#### Canzoni
| Anno | Titolo                        | Durata | Testo                    | Musica                                         | Pubblicazione                   | Edizioni musicali | Note                                                               |
| ---- | ----------------------------- | ------ | ------------------------ | ---------------------------------------------- | ------------------------------- | ----------------- | ------------------------------------------------------------------ |
| 1987 | Maple Town: di meglio non c'è | 2:50   | Alessandra Valeri Manera | Vincenzo Draghi Arrangiamento: Vincenzo Draghi | Maple Town: un nido di simpatia | Five Record       | Brano dedicato alla serie animata Maple Town - Un nido di simpatia |
| 1987 | Oh luna amica mia             | 3:42   | Alessandra Valeri Manera | Vincenzo Draghi Arrangiamento: Vincenzo Draghi | Maple Town: un nido di simpatia | Five Record       | Brano dedicato alla serie animata Maple Town un nido di simpatia   |
| 1987 | Che festa si farà             | 3:10   | Alessandra Valeri Manera | Vincenzo Draghi Arrangiamento: Vincenzo Draghi | Maple Town: un nido di simpatia | Five Record       | Brano dedicato alla serie animata Maple Town un nido di simpatia   |
| 1988 | C'è la partita                | 3:34   | Alessandra Valeri Manera | Vincenzo Draghi Arrangiamento: Vincenzo Draghi | Palla al centro per Rudy        | Five Record       | Brano dedicato alla serie animata Palla al centro per Rudy         |
| 1988 | Alé - oo                      | 4:02   | Alessandra Valeri Manera | Vincenzo Draghi Arrangiamento: Vincenzo Draghi | Palla al centro per Rudy        | Five Record       | Brano dedicato alla serie animata Palla al centro per Rudy         |
| 1988 | L'allenamento                 | 3:12   | Alessandra Valeri Manera | Vincenzo Draghi Arrangiamento: Vincenzo Draghi | Palla al centro per Rudy        | Five Record       | Brano dedicato alla serie animata Palla al centro per Rudy         |
| 1988 | Che gran goleador             | 3:51   | Alessandra Valeri Manera | Vincenzo Draghi Arrangiamento: Vincenzo Draghi | Palla al centro per Rudy        | Five Record       | Brano dedicato alla serie animata Palla al centro per Rudy         |

### Gian Paolo Daldello
| Anno | Titolo                         | Durata | Musica                                         | Testo                    | Pubblicazione                           | Edizioni musicali | Note                              |
| ---- | ------------------------------ | ------ | ---------------------------------------------- | ------------------------ | --------------------------------------- | ----------------- | --------------------------------- |
| 1988 | Sceriffi delle stelle          | 3:03   | Vincenzo Draghi Arrangiamento: Vincenzo Draghi | Alessandra Valeri Manera | Supercampioni                           | Five Record       | Sigla della serie animata omonima |
| 1989 | A tutto gas                    | 3:22   | Vincenzo Draghi Arrangiamento: Vincenzo Draghi | Alessandra Valeri Manera | Supercampioni                           | Five Record       | Sigla della serie animata omonima |
| 1989 | Capitan Dick                   | 3:13   | Vincenzo Draghi Arrangiamento: Vincenzo Draghi | Alessandra Valeri Manera | Bim Bum Bam - Volume 1                  | Five Record       | Sigla della serie animata omonima |
| 1989 | Cuore                          | 3:41   | Vincenzo Draghi Arrangiamento: Vincenzo Draghi | Alessandra Valeri Manera | Cristina D'Avena e i tuoi amici in TV 4 | Five Record       | Sigla della serie animata omonima |
| 1989 | Motori in pista                | 3:03   | Vincenzo Draghi Arrangiamento: Vincenzo Draghi | Alessandra Valeri Manera | Supercampioni                           | Five Record       | Sigla della serie animata omonima |
| 1989 | I Rangers delle galassie       | 2:41   | Vincenzo Draghi Arrangiamento: Vincenzo Draghi | Alessandra Valeri Manera | Supercampioni                           | Five Record       | Sigla della serie animata omonima |
| 1989 | Tartarughe Ninja alla riscossa | 3:48   | Vincenzo Draghi Arrangiamento: Vincenzo Draghi | Alessandra Valeri Manera | Fivelandia 8                            | Five Record       | Sigla della serie animata omonima |
| 1990 | He Man                         | —      | Vincenzo Draghi Arrangiamento: Vincenzo Draghi | Alessandra Valeri Manera | —                                       | Five Record       | Sigla della serie animata omonima |
| 1991 | Gattiger                       | —      | Vincenzo Draghi Arrangiamento: Vincenzo Draghi | Alessandra Valeri Manera | —                                       | Five Record       | Sigla della serie animata omonima |

### Marco Destro
| Anno | Titolo                                 | Durata | Testo                    | Musica                                         | Pubblicazione | Edizioni musicali | Note                              |
| ---- | -------------------------------------- | ------ | ------------------------ | ---------------------------------------------- | ------------- | ----------------- | --------------------------------- |
| 1996 | Exosquad                               | —      | Alessandra Valeri Manera | Vincenzo Draghi Arrangiamento: Vincenzo Draghi | —             | RTI S.p.A.        | Sigla della serie animata omonima |
| 1996 | Quattro tatuaggi per un superguerriero | 3:49   | Alessandra Valeri Manera | Vincenzo Draghi Arrangiamento: Vincenzo Draghi | Fivelandia 14 | RTI S.p.A.        | Sigla della serie animata omonima |
| 1996 | La sfera del tempio orientale          | —      | Alessandra Valeri Manera | Vincenzo Draghi Arrangiamento: Vincenzo Draghi | —             | RTI S.p.A.        | Sigla della serie animata omonima |
| 1996 | Tecknoman                              | —      | Alessandra Valeri Manera | Vincenzo Draghi Arrangiamento: Vincenzo Draghi | —             | RTI S.p.A.        | Sigla della serie animata omonima |

### Altri
| Anno | Titolo                    | Durata | Testo                    | Musica                                         | Pubblicazione                           | Edizioni musicali | Note                                                                   |
| ---- | ------------------------- | ------ | ------------------------ | ---------------------------------------------- | --------------------------------------- | ----------------- | ---------------------------------------------------------------------- |
| 1987 | Tutti in campo con Lotti  | 2:57   | Alessandra Valeri Manera | Vincenzo Draghi Arrangiamento: Vincenzo Draghi | Cristina D'Avena e i tuoi amici in TV 2 | Five Record       | - Sigla della serie animata omonima - Interpretata da Manuel De Peppe  |
| 1994 | Transformers Generation 2 | —      | Alessandra Valeri Manera | Vincenzo Draghi Arrangiamento: Vincenzo Draghi | —                                       | RTI S.p.A.        | - Sigla della serie animata omonima - Interpretata da Christian Draghi |

#### Cover
| Anno | Titolo           | Durata | Testo                    | Musica                                    | Pubblicazione                     | Edizioni musicali | Note                                                                |
| ---- | ---------------- | ------ | ------------------------ | ----------------------------------------- | --------------------------------- | ----------------- | ------------------------------------------------------------------- |
| 2012 | I cinque samurai | 3:24   | Alessandra Valeri Manera | Vincenzo Draghi Arrangiamento: Max Longhi | Time Machine - Da Goldrake a Goku | Lova Music Srl    | - Sigla della serie animata omonima - Interpretata da Giorgio Vanni |

## Elenco come autore di sigle di programmi TV
Per Bim bum bam
- Bim Bum Bam siamo qui tutti e tre, cantata da Paolo Bonolis, Manuela Blanchard e il pupazzo Uan (1988)
- Viva Bim Bum Bam, cantata da Paolo Bonolis, Carlotta Brambilla Pisoni, Carlo Sacchetti, Debora Magnaghi e i pupazzi Uan e Ambrogio (1989)
- Bim Bum Bam... ma che magia!!!, cantata da Roberto Ceriotti, Manuela Blanchard, Carlo Sacchetti, Carlotta Brambilla Pisoni, Debora Magnaghi e i pupazzi Uan e Ambrogio (1990)
- Quando è in onda Bim Bum Bam, cantata da Roberto Ceriotti, Manuela Blanchard, Carlo Sacchetti, Carlotta Brambilla Pisoni, Debora Magnaghi e i pupazzi Uan e Ambrogio (1991)
- Arriva Bim Bum Bam, cantata dai pupazzi Uan e Ambrogio (1992)

Per Ciao Ciao
- Ciao Ciao siamo tutti amici, cantata da Debora Magnaghi e il pupazzo Four (1988)
- Per me, per te, per noi, Ciao Ciao, cantata da Paola Tovaglia e il pupazzo Four (1989)
- Finalmente Ciao Ciao, cantata da Paola Tovaglia, Flavio Albanese, Marco Milano e i pupazzi Four e Fourino (1990)
- Corre il treno di Ciao Ciao, cantata da Paola Tovaglia, Flavio Albanese, Marta Iacopini, Guido Cavalleri e il pupazzo Four (1991)
- Afferra la magia di Ciao Ciao, cantata dal pupazzo Four (1992)